# Imam Hasan Ali
Imam Hasan Ali Biszara (arab. إمام حسن علي بشارة; ur. 12 sierpnia 1911 w Kairze) – egipski zapaśnik walczący w stylu klasycznym. Olimpijczyk z Berlina 1936, gdzie zajął dziewiąte miejsce w wadze lekkiej do 66 kg.